# Nepenthes mirabilis
Nepenthes mirabilis är en tvåhjärtbladig växtart som först beskrevs av João de Loureiro, och fick sitt nu gällande namn av George Claridge Druce. Nepenthes mirabilis ingår i släktet Nepenthes och familjen Nepenthaceae. Inga underarter finns listade i Catalogue of Life.

## Bildgalleri

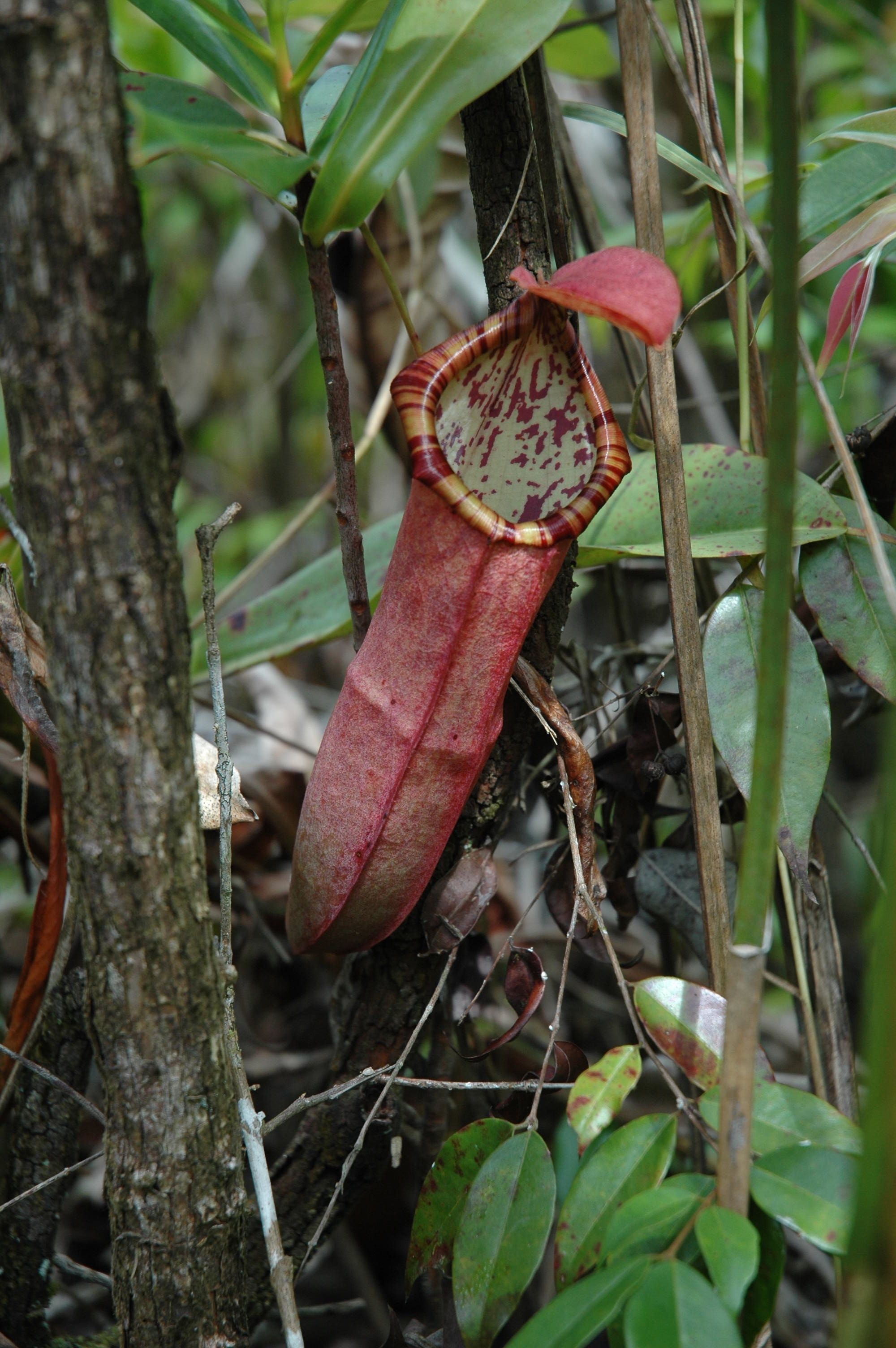
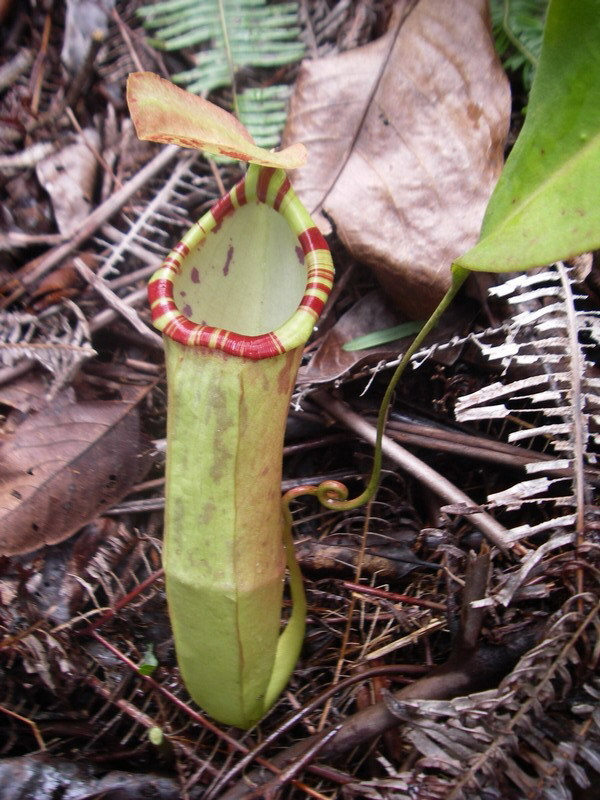
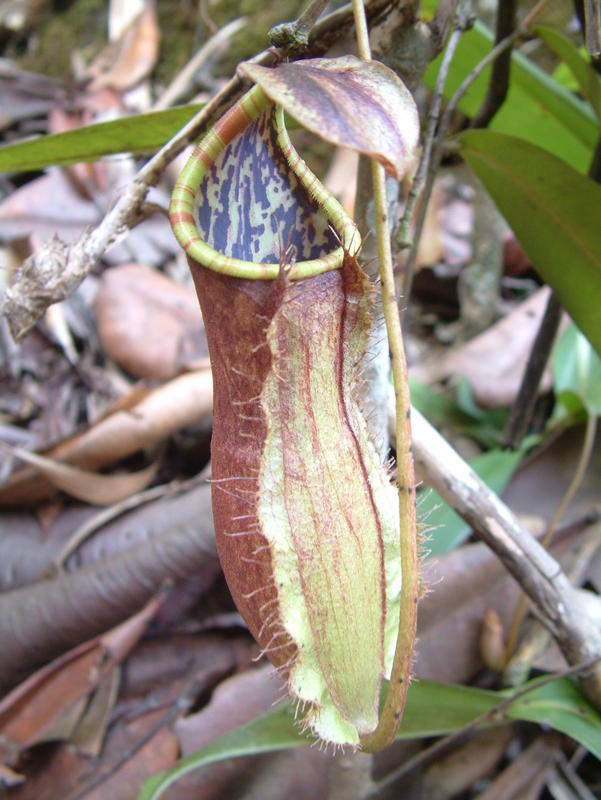
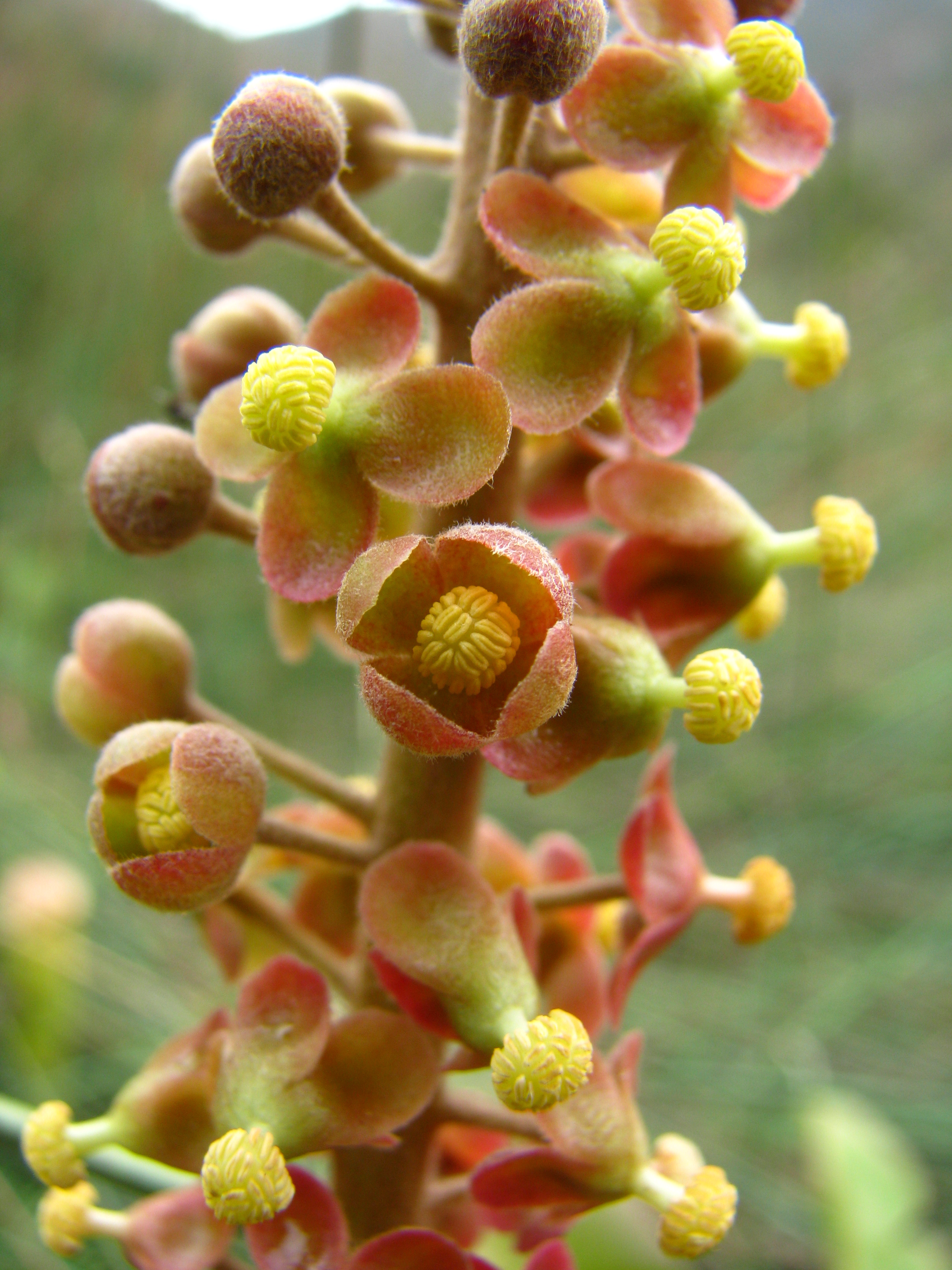
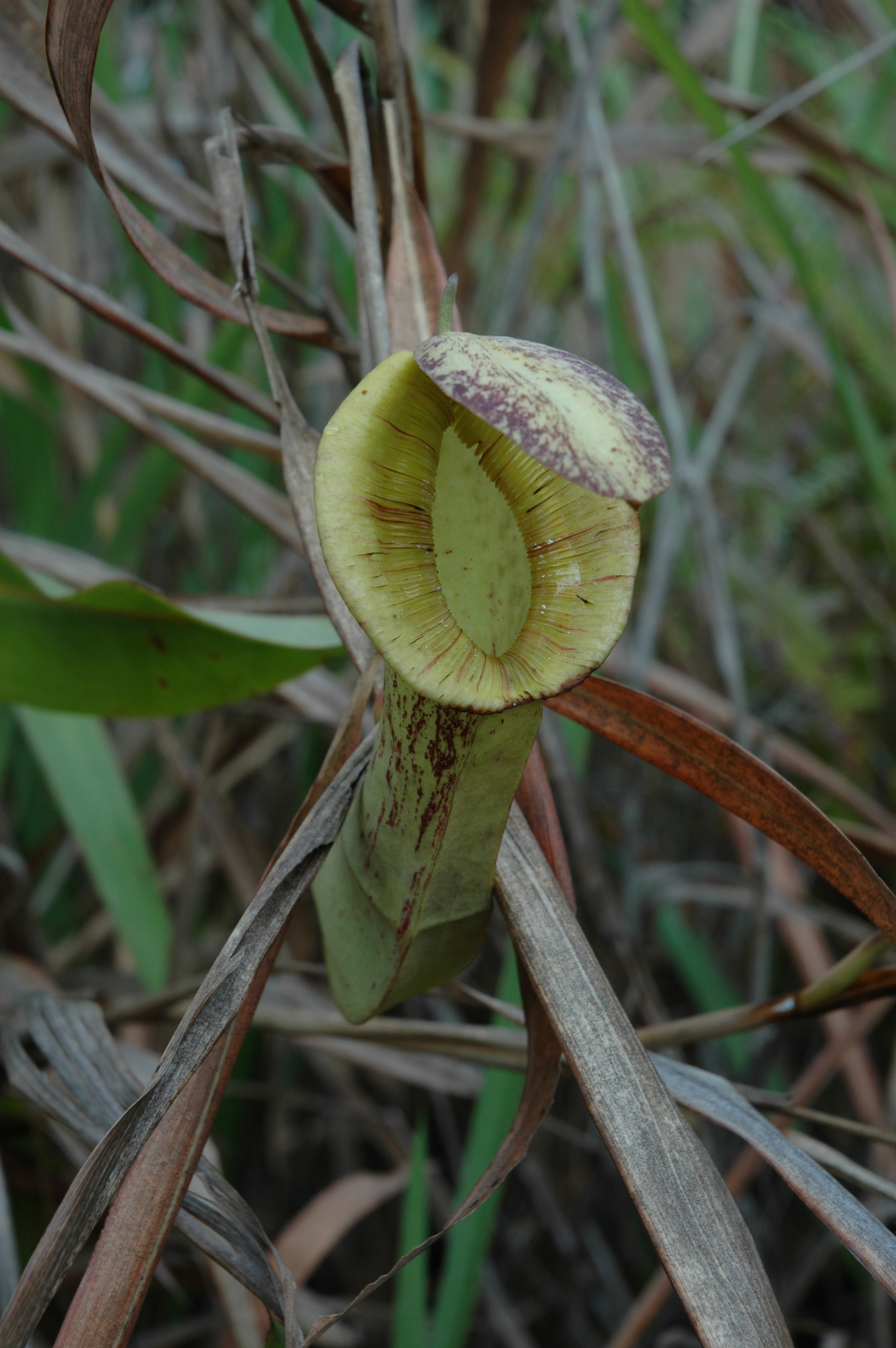
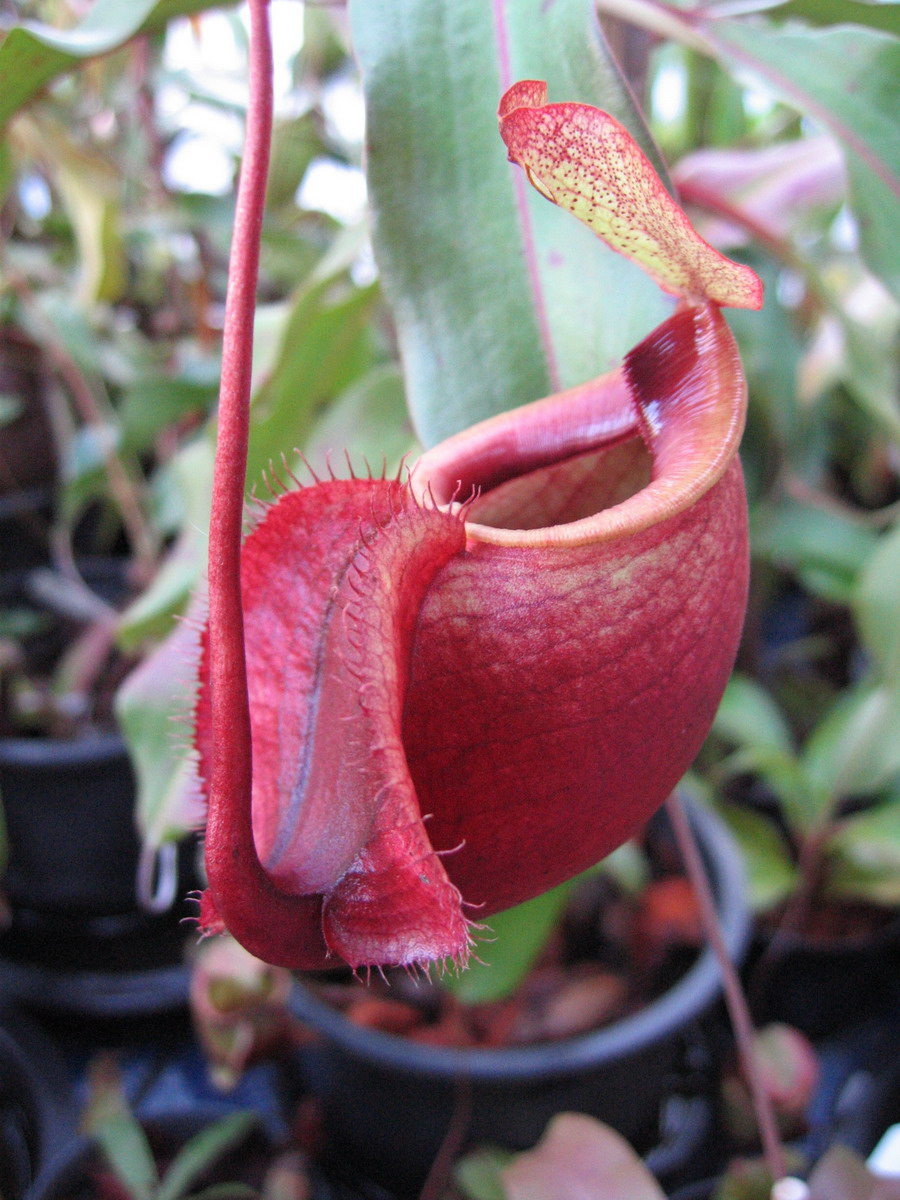